# Tilt (filme)
Tilt é um filme de drama búlgaro de 2011 dirigido e escrito por Viktor Chouchkov Jr.. Foi selecionado como representante da Bulgária à edição do Oscar 2012, organizada pela Academia de Artes e Ciências Cinematográficas.

## Elenco
- Yavor Baharov - Stash
- Radina Kardjilova - Becky
- Ovanes Torosian - Gogo
- Alexander Sano - B-Gum
- Ivaylo Dragiev - Angel
- Phillip Avramov - Snake